# Lista de aves ameaçadas do Brasil
|  | Lista de anfíbios ameaçados do Brasil |  | Lista de aves ameaçadas do Brasil |  | Lista de mamíferos ameaçados do Brasil |  | Lista de répteis ameaçados do Brasil |  |

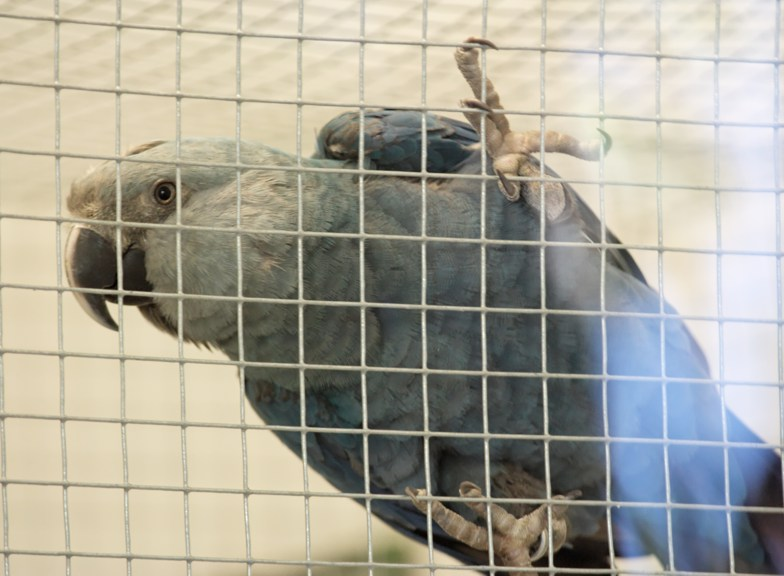
A ararinha-azul (Cyanopsitta spixii) é uma ave extinta na natureza.

Existem mais de 1900 espécies de aves no Brasil, e de acordo com o Instituto Chico Mendes de Conservação da Biodiversidade (ICMBio) e o Ministério do Meio Ambiente (MMA) existem 240 espécies e subespécies de aves brasileiras consideradas ameaçadas de extinção, 6 extintas e 2 extintas na natureza, utilizando os mesmos critérios e categorias adotadas pela União Internacional para a Conservação da Natureza e dos Recursos Naturais (IUCN).
Das 33 ordens de aves que ocorrem no Brasil, 22 possuem espécies ameaçadas de extinção. Os Passeriformes são a ordem com maior número de espécies no Brasil e também a com maior número de espécies ameaçadas, seguida pela ordem dos Psitaciformes. O Nordeste Brasileiro, notadamente nos biomas da Mata Atlântica e da Caatinga, é onde reside a maior parte das espécies de aves ameaçadas, sendo que duas delas (o mutum-do-nordeste, Pauxi mitu, e a ararinha-azul, Cyanopsitta spiix) estão extintas na natureza. O "Centro Pernambuco" de endemismo é o que possui aves com situação mais crítica, dado a intensa fragmentação da Mata Atlântica da região. Algumas espécies podem ter sido extintas apenas do Brasil, como é o caso da arara-azul-pequena (Anodorhynchus glaucus) e do maçarico-esquimó (Numenius borealis).
A última lista de espécies ameaçadas foi publicada no Diário Oficial da União, pela Portaria número 444, de 17 de dezembro de 2014. Apesar de algumas espécies terem sido retiradas da lista (como a arara-azul-grande, Anodorhynchus hyacinthinus), o número aumentou significativamente comparado com a última lista do Ministério do Meio Ambiente de 2003 (que possuía 160 espécies e subespécies). Deve-se salientar que o número de taxa de aves aumentou substancialmente nos últimos anos, com mais de 50 espécies tendo sido descritas no Brasil na segunda metade do século XX. Outro ponto importante é que apesar da lista do ICMBio ter usado os mesmos critérios e categorias da IUCN, frequentemente a avaliação tem conclusões diferentes: muitas espécies não consideradas em extinção pela IUCN foram incluídas na lista do ICMBio, enquanto outras foram consideradas com grau de ameaça mais baixo. Isso se deve às avaliações terem sido feitas por grupos de pesquisas diferentes em momentos diferentes.

## Lista de aves ameaçadas do Brasil - ICMBio e MMA (2014)

### OrdemTinamiformes(inhambus, codornas, macucos)
Família Tinamidae

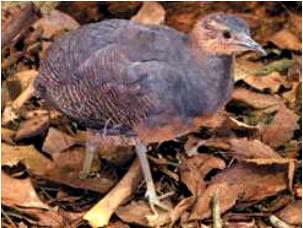
O jaó-do-sul (Crypturellus noctivagus noctivagus) é considerado uma espécie vulnerável pelo ICMBio.

- Crypturellus noctivagus noctivagus (jaó-do-sul) NT IUCN - Estado ICMBio VU
- Crypturellus noctivagus zabele (zabelê) NE - Estado ICMBio VU
- Nothura minor (codorna-mineira) VU IUCN - Estado ICMBio EN
- Taoniscus nanus (inhambu-carapé) VU IUCN - Estado ICMBio EN
- Tinamus tao (azulona) VU IUCN - Estado ICMBio VU

### OrdemAnseriformes(patos, marrecos, gansos)
Família Anatidae

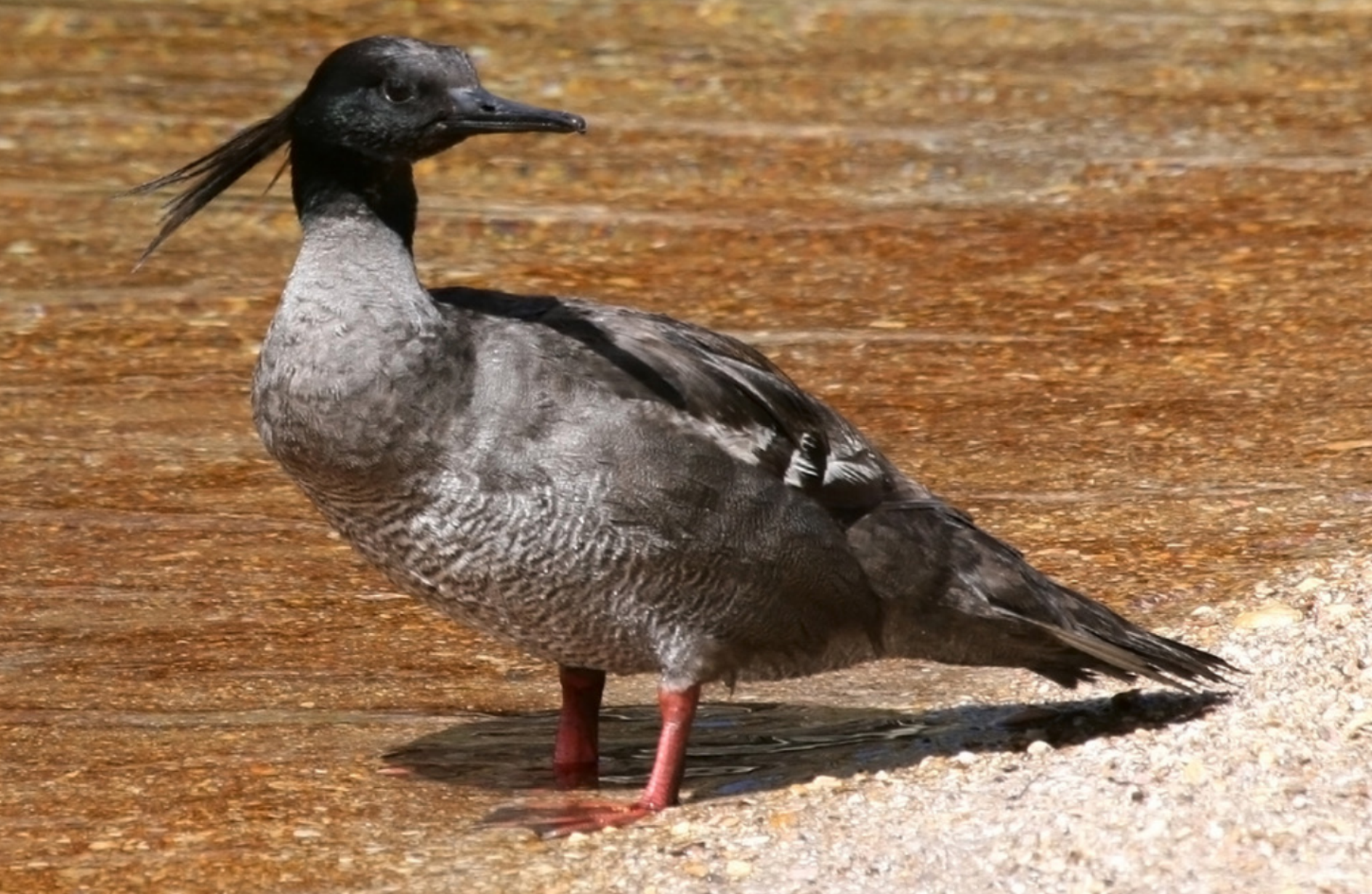
O pato-mergulhão (Mergus octosetaceus) é uma espécie criticamente em perigo.

- Mergus octosetaceus (pato-mergulhão) CR IUCN - Estado ICMBio CR

### OrdemGalliformes(jacus, mutuns, urus)
Família Cracidae (mutuns e jacus)

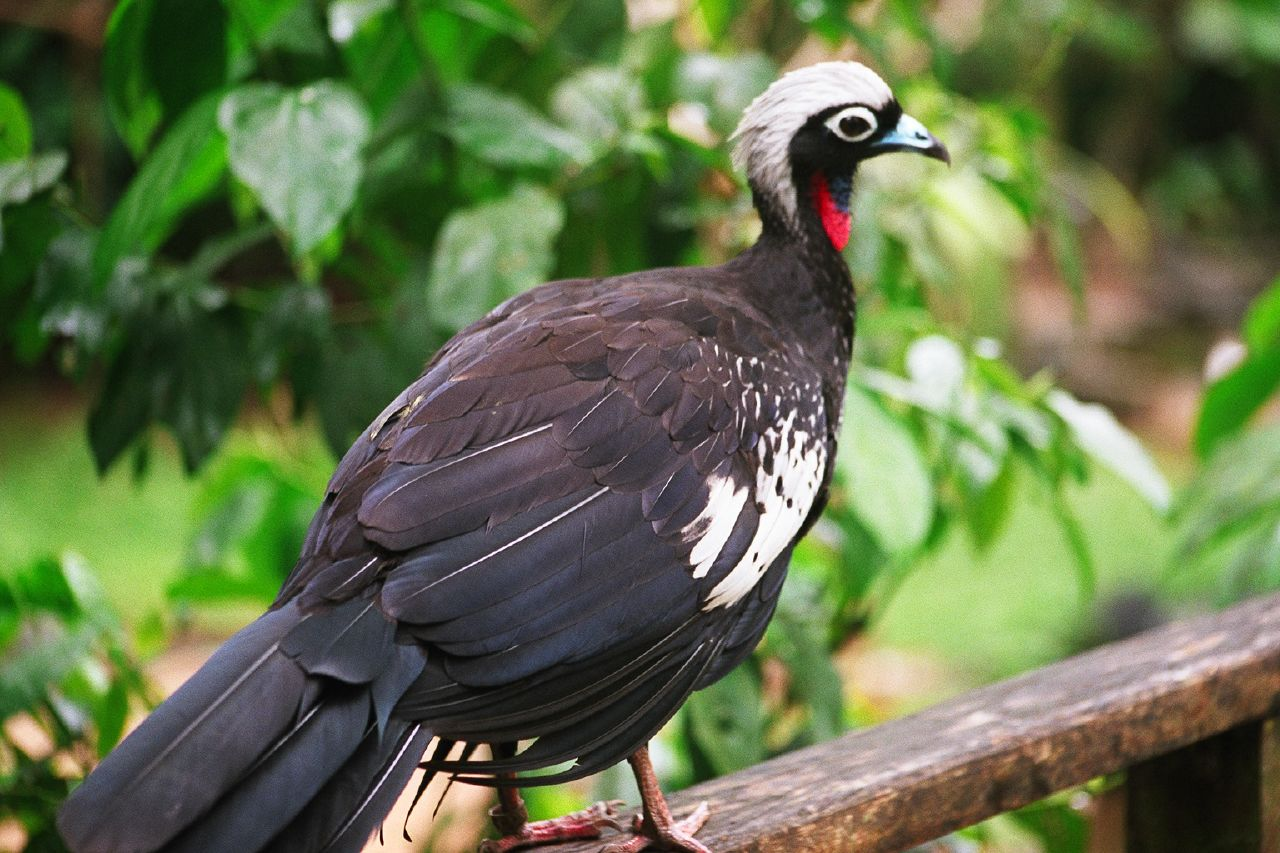
A jacutinga (Aburria jacutinga) é uma espécie em perigo da Mata Atlântica.

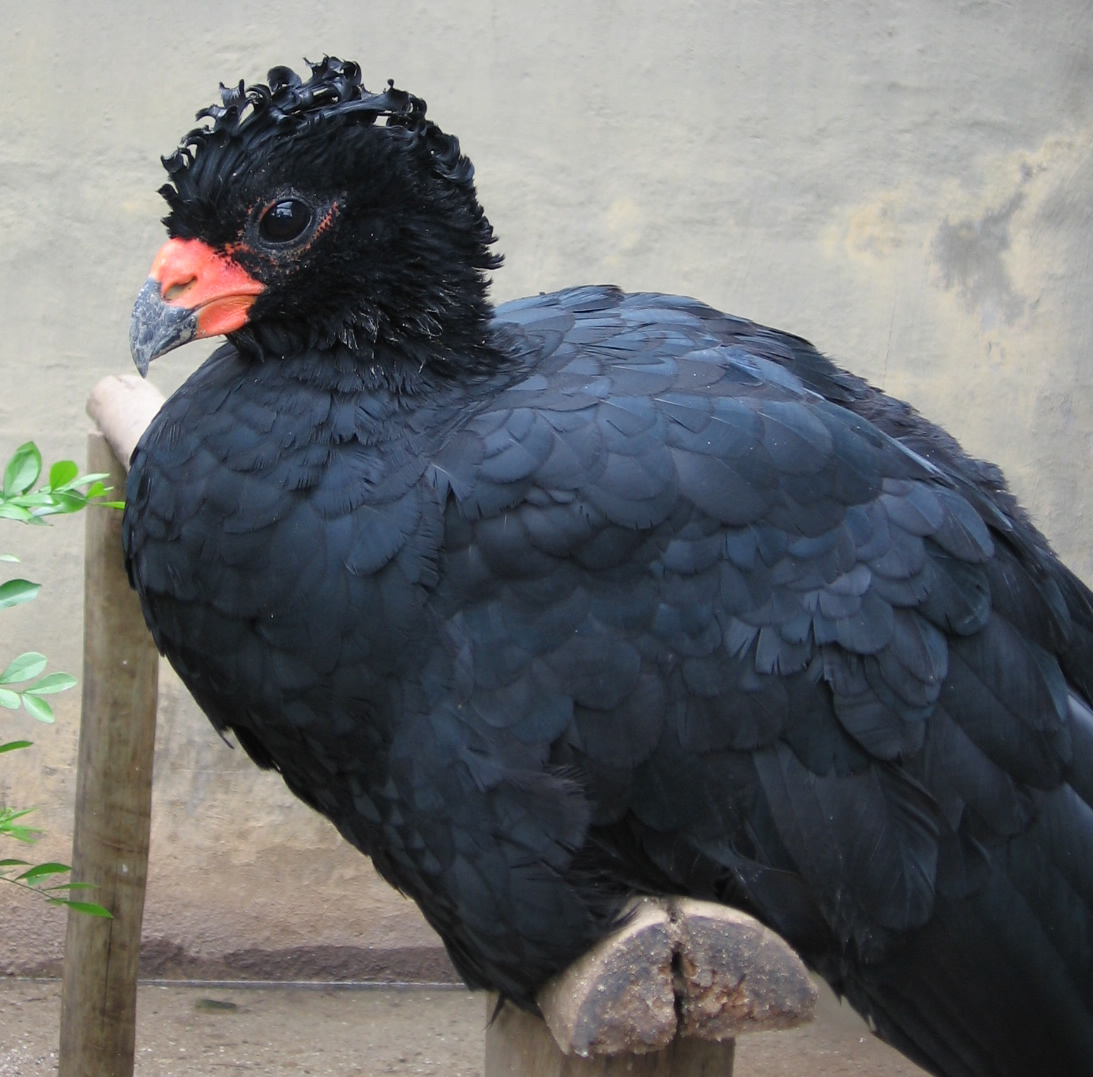
O mutum-do-sudeste (Crax blumenbachii) é uma espécie em perigo da Mata Atlântica.

- Aburria jacutinga (jacutinga) EN IUCN - Estado ICMBio EN
- Crax blumenbachii (mutum-do-sudeste) EN IUCN - Estado ICMBio CR
- Crax globulosa (mutum-de-fava) EN IUCN - Estado ICMBio EN
- Crax fasciolata pinima (mutum-de-penacho) CR IUCN - Estado ICMBio CR
- Pauxi mitu (mutum-do-nordeste) EW IUCN - Estado ICMBio EW
- Penelope jacucaca (jacucaca) VU IUCN - Estado ICMBio VU
- Penelope ochrogaster (jacu-de-barriga-castanha) VU IUCN - Estado ICMBio VU
- Penelope pileata (jacupiranga) VU IUCN - Estado ICMBio VU
- Penelope superciliaris alagoensis (jacupemba) (NR) - Estado ICMBio CR
- Ortalis guttata remota (aracuã) (NR) - Estado ICMBio CR

Família Odontophoridae (urus)
- Odontophorus capueira plumbeicollis (uru) (NR) - Estado ICMBio CR

### OrdemProcellariiformes(albatrozes e pardelas)
Família Diomedeidae (albatrozes)

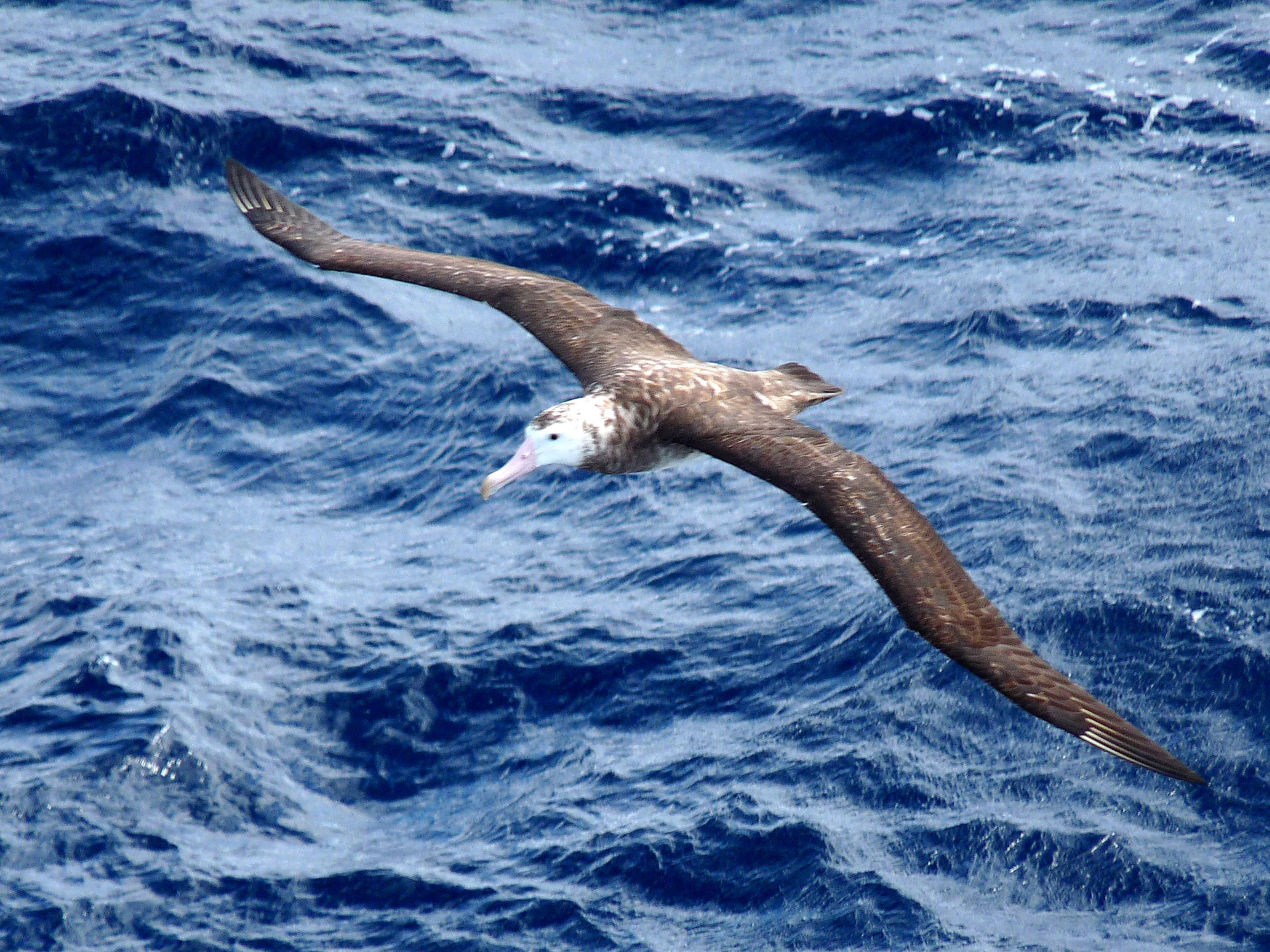
O albatroz-de-tristão (Diomedea dabbenena) é uma espécie criticamente em perigo.

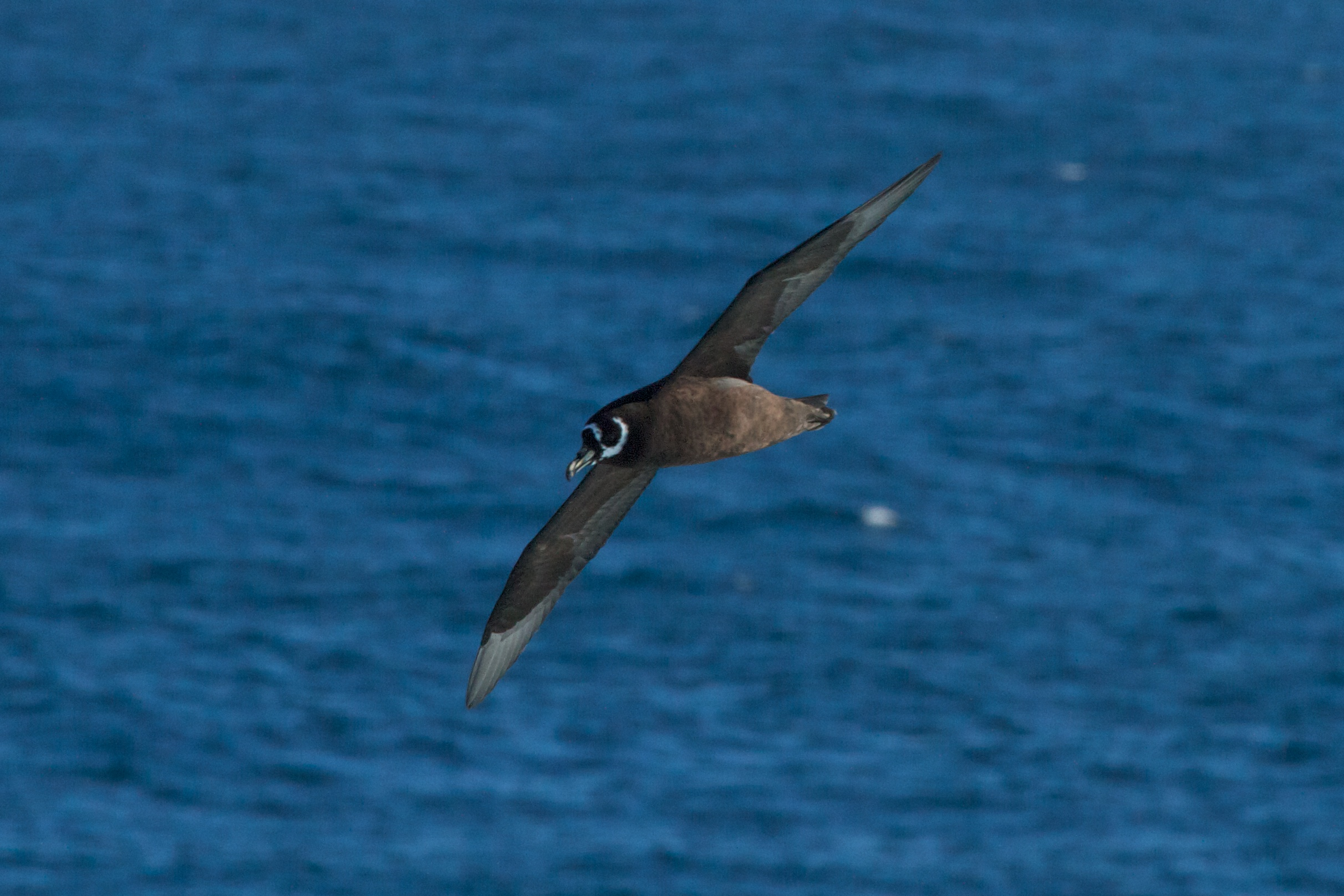
A pardela-de-óculos (Procellaria conspicillata) é uma espécie vulnerável.

- Diomedea dabbenena (albatroz-de-tristão) CR IUCN - Estado ICMBio CR
- Diomedea epomophora (albatroz-real) VU IUCN - Estado ICMBio VU
- Diomedea exulans (albatroz-errante) VU IUCN - Estado ICMBio CR
- Diomedea sanfordi (albatroz-real-do-norte) EN IUCN - Estado ICMBio EN
- Thalassarche chlororhynchos (albatroz-de-nariz-amarela) EN IUCN - Estado ICMBio EN

Família Procellariidae (pardelas)
- Procellaria aequinoctialis (pardela-preta) VU IUCN - Estado ICMBio VU
- Procellaria conspicillata (pardela-de-óculos) VU IUCN - Estado ICMBio VU
- Pterodroma arminjoniana (grazina-de-trindade) VU IUCN - Estado ICMBio CR
- Pterodroma deserta (grazina-de-desertas) VU IUCN - Estado ICMBio CR
- Pterodroma incerta (grazina-de-barriga-branca) EN IUCN - Estado ICMBio EN
- Pterodroma madeira (grazina-da-madeira) EN IUCN - Estado ICMBio EN
- Puffinus lherminieri (pardela-de-asa-larga) LC IUCN - Estado ICMBio CR

### OrdemPhaethontiformes(rabos-de-palha)
Família Phaethontidae

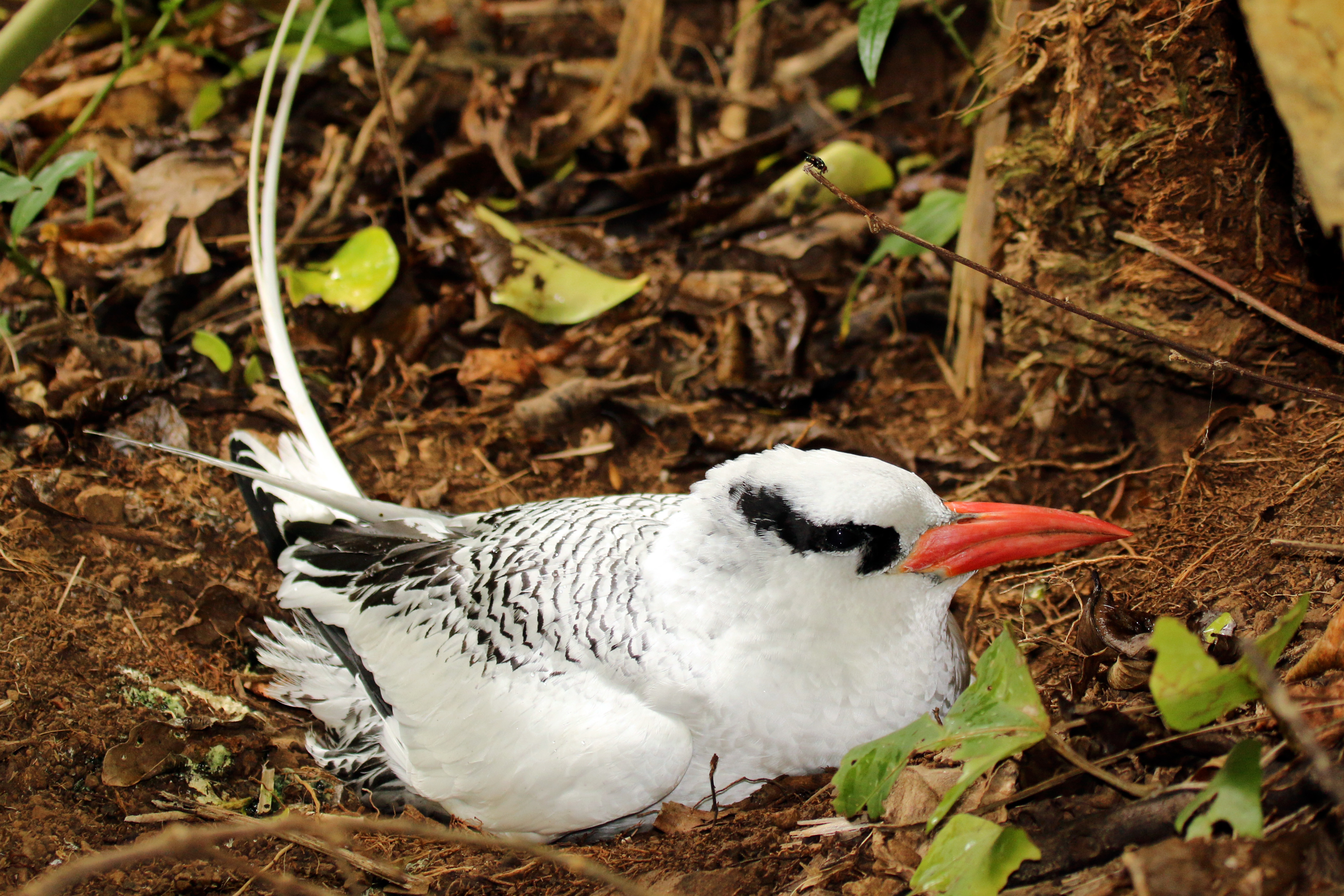
O rabo-de-palha-de-bico-vermelho (Phaethon aethereus) é uma ave marinha em perigo no Brasil.

- Phaethon aethereus (rabo-de-palha-de-bico-vermelho) LC IUCN - Estado ICMBio EN
- Phaethon lepturus (rabo-de-palha-de-bico-laranja) LC IUCN - Estado ICMBio EN

### OrdemSuliformes(tesourões e atobás)
Família Sulidae (atobás)
- Sula sula (atobá-de-pé-vermelho) LC IUCN - Estado ICMBio EN

### OrdemPelecaniformes(socós, pelicanos, biguás, fragatas)
Família Ardeidae (socós e garças)
- Tigrisoma fasciatum (socó-boi-escuro) LC IUCN - Estado ICMBio VU

### OrdemAccipitriformes(águias, gaviões, urubus)

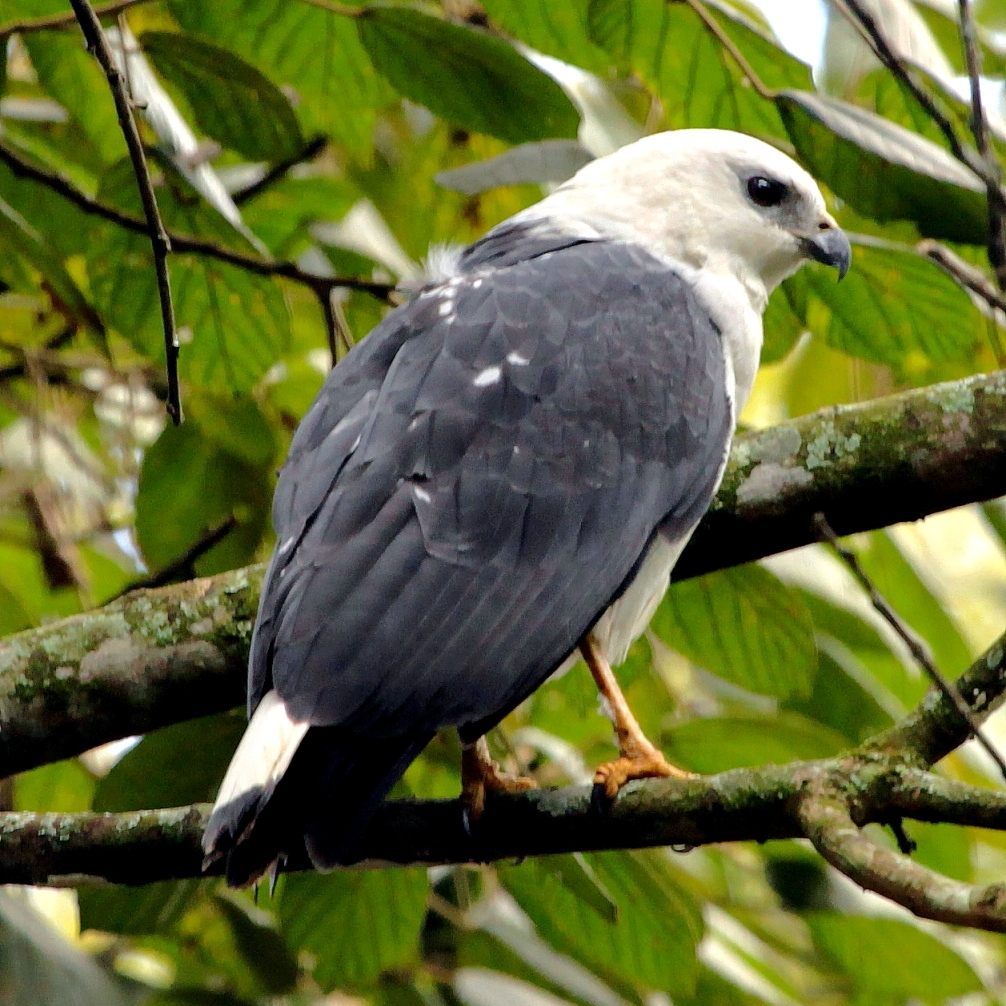
O gavião-pombo-pequeno (Amadonastur lacernulatus) é uma espécie vulnerável.

Família Accipitridae (águias e gaviões)
- Amadonastur lacernulatus (gavião-pombo-pequeno) VU IUCN - Estado ICMBio VU
- Circus cinereus (gavião-cinzento) LC IUCN - Estado ICMBio VU
- Harpia harpyja (gavião-real) NT IUCN - Estado ICMBio VU
- Leptodon forbesi (gavião-de-pescoço-branco) CR IUCN - Estado ICMBio EN
- Morphnus guianensis (uiraçu-falso) NT IUCN - Estado ICMBio VU
- Urubutinga coronata (águia-cinzenta) EN IUCN - Estado ICMBio EN

### OrdemGruiformes(carão, jacamins, saracuras, galinhas-d'água)
Família Psophiidae (jacamins)
- Psophia dextralis (jacamim-de-costas-marrom) EN IUCN - Estado ICMBio VU
- Psophia interjecta (jacamim-do-xingu) NE - Estado ICMBio VU
- Psophia obscura (jacamim-de-costas-escuras) CR IUCN - Estado ICMBio CR

Família Rallidae (saracuras e frangos-d'água)
- Porzana spiloptera (sanã-cinza) VU IUCN - Estado ICMBio EN

### OrdemCharadriiformes(gaivotas, trinta-réis, jaçanãs, pernilongos, narceja, maçaricos, batuíras)
Família Charadriidae (batuíras)

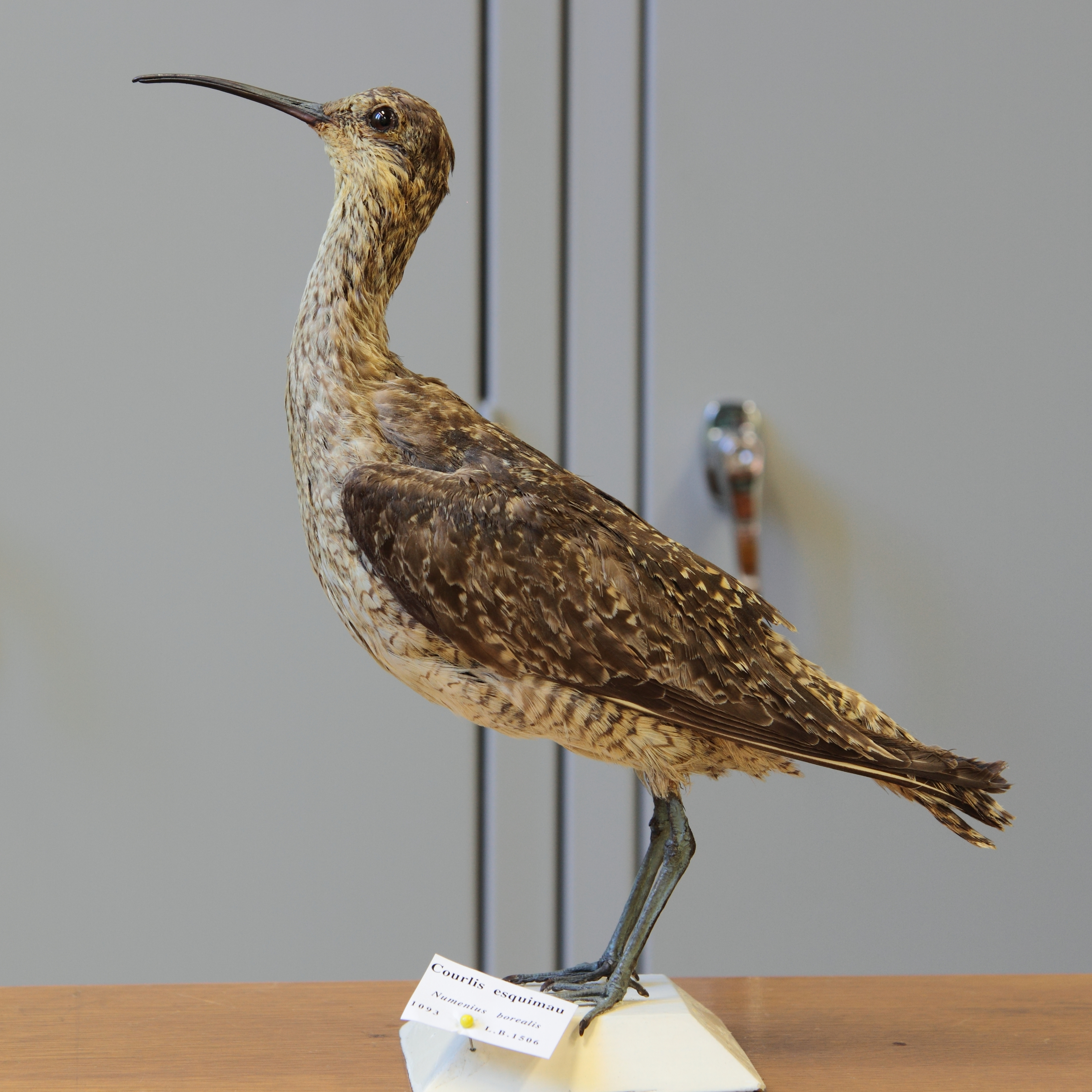
O maçarico-esquimó (Numenius borealis) é uma ave provavelmente extinta.

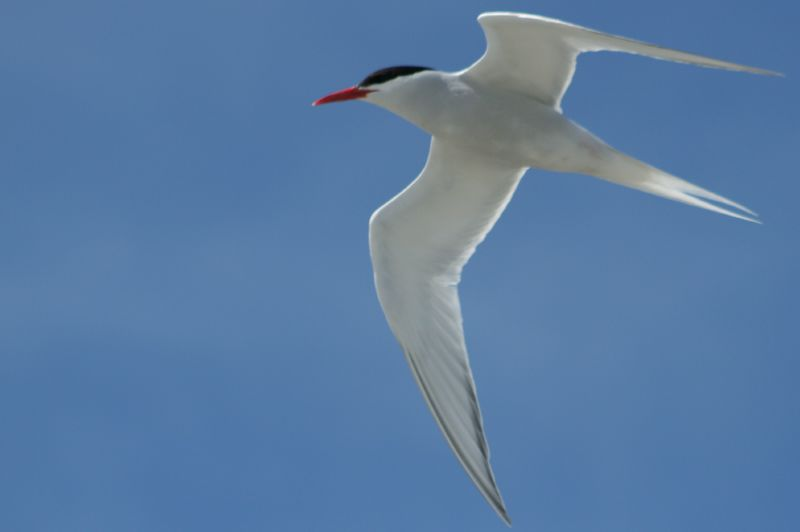
O trinta-réis-de-bico-vermelho (Sterna hirundinacea) é considerada ameaçada pelo ICMBio, mas não pela IUCN.

- Charadrius wilsonia (batuíra-bicuda) LC IUCN - Estado ICMBio VU

Família Scolopacidae (maçaricos)
- Calidris canutus (maçarico-de-papo-vermelho) NT IUCN - Estado ICMBio EN
- Calidris pusilla (maçarico-rasteirinho) NT IUCN - Estado ICMBio EN
- Calidris subruficollis (maçarico-acanelado) NT IUCN - Estado ICMBio VU
- Limnodromus griseus (maçarico-de-costas-brancas) LC IUCN - Estado ICMBio CR
- Numenius borealis (maçarico-esquimó) CR IUCN - Estado ICMBio EX

Família Sternidae (trinta-réis)
- Sterna dougallii (trinta-réis-róseo) LC IUCN - Estado ICMBio VU
- Sterna hirundinacea (trinta-réis-de-bico-vermelho) LC IUCN - Estado ICMBio VU
- Thalasseus maximus (trinta-réis-real) LC IUCN - Estado ICMBio EN

### OrdemColumbiformes(pombas e rolinhas)
Família Columbidae
- Claravis geoffroyi (pararu-espelho) CR IUCN - Estado ICMBio CR(PEx)
- Columbina cyanopis (rolinha-do-planalto) CR IUCN - Estado ICMBio CR(PEx)

### OrdemCuculiformes(jacus-estalo, anus)
Família Cuculidae
- Neomorphus geoffroyi (jacu-estalo) VU IUCN - Estado ICMBio VU
- Neomorphus geoffroyi amazonicus (jacu-estalo) (NR) - Estado ICMBio VU
- Neomorphus geoffroyi dulcis (jacu-estalo) NE - Estado ICMBio CR
- Neomorphus geoffroyi geoffroyi (jacu-estalo) NE - Estado ICMBio CR(PEx)
- Neomorphus squamiger (jacu-estalo-escamoso) VU IUCN - Estado ICMBio VU

### OrdemStrigiformes(corujas, mochos e caburés)
Família Strigidae

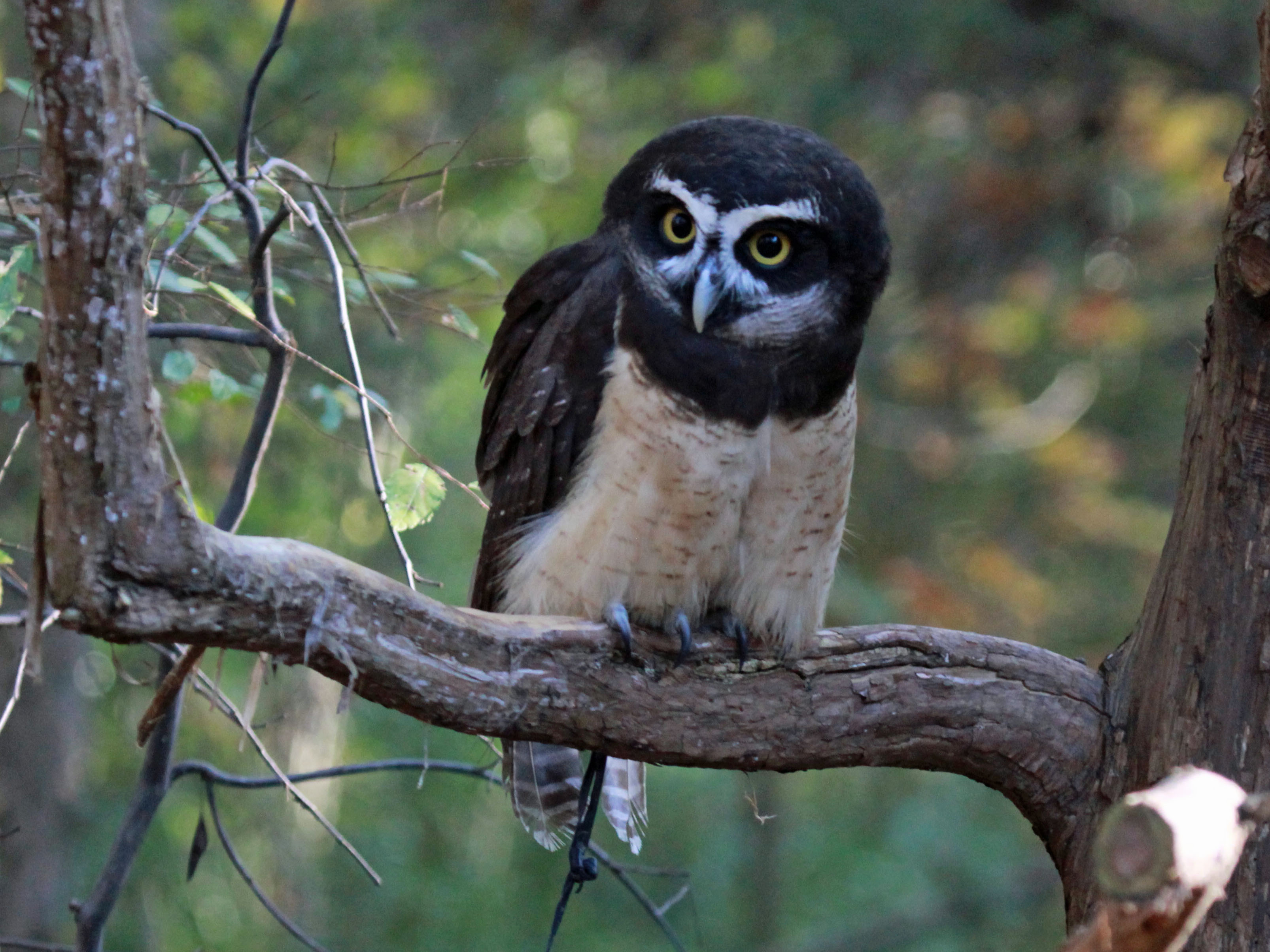
O murucututu é uma espécie vulnerável.

- Glaucidium mooreorum (caburé-de-pernambuco) CR IUCN - Estado ICMBio EX
- Pulsatrix perspicillata pulsatrix (murucututu) NE - Estado ICMBio VU
- Strix huhula albomarginata (coruja-preta) (NR) - Estado ICMBio VU

### OrdemNyctibiiformes(urutaus e mãe-da-lua)
Família Nyctibiidae

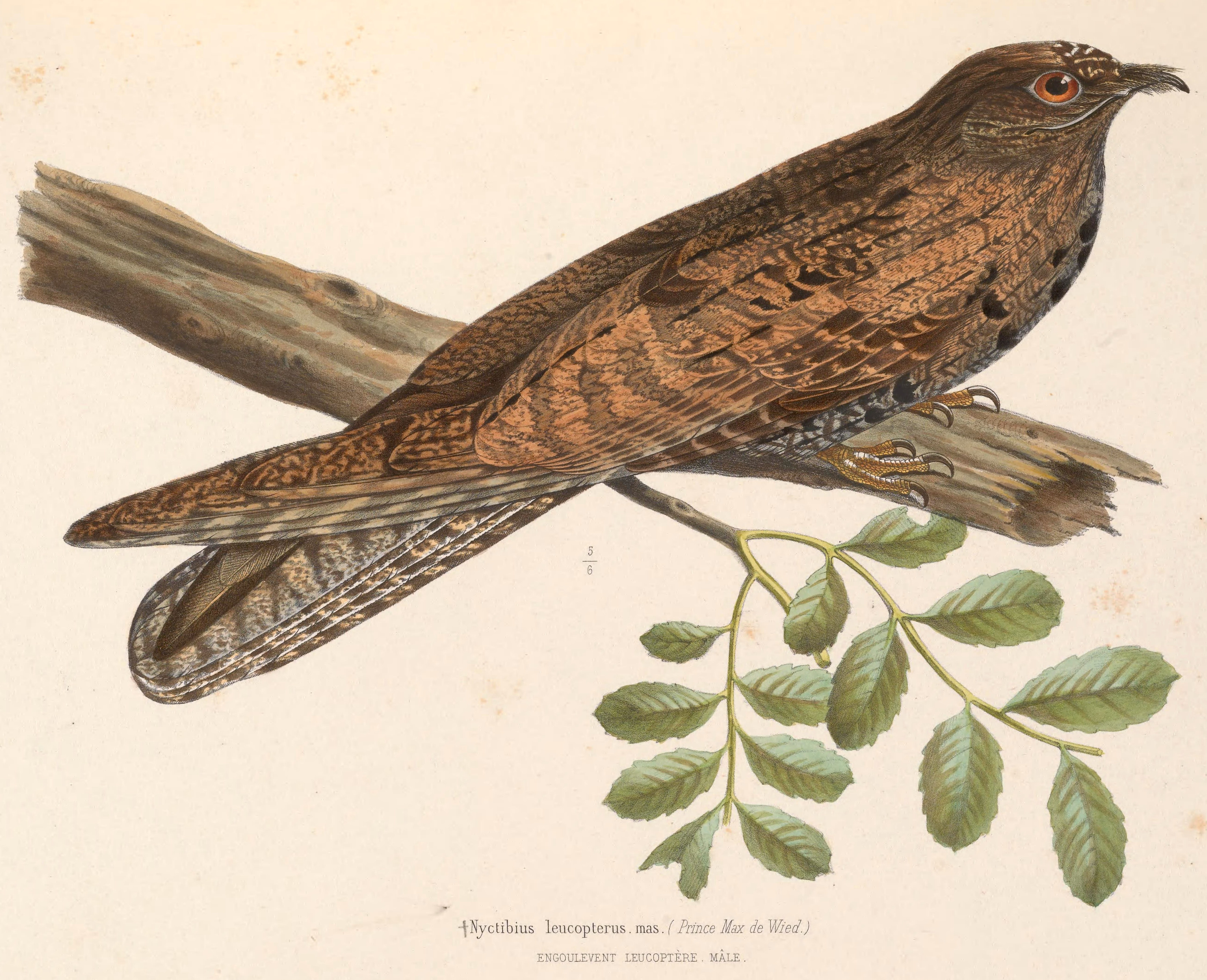
O urutau-de-asa-branca (Nyctibius leucopterus) é uma espécie em perigo crítico.

- Nyctibius aethereus aethereus (mãe-da-lua-parda) NE - Estado ICMBio EN
- Nyctibius leucopterus (urutau-de-asa-branca) LC IUCN - Estado ICMBio CR

### OrdemCaprimulgiformes(bacuraus ou curiangos)
Família Caprimulgidae
- Hydropsalis candicans (bacurau-de-rabo-branco) EN IUCN - Estado ICMBio VU

### OrdemApodiformes(beija-flores e rabos-branco)
Família Trochilidae

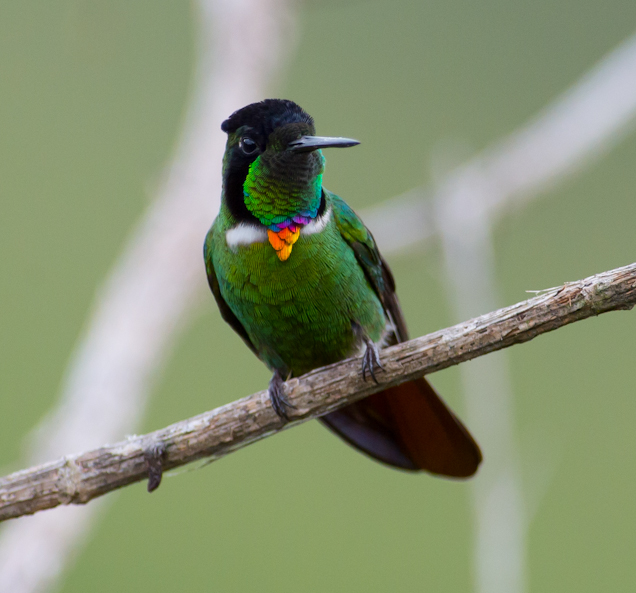
O beija-flor-de-gravata-vermelha (Augastes lumachella) é uma espécie em perigo.

- Augastes lumachella (beija-flor-de-gravata-vermelha) NT IUCN - Estado ICMBio EN
- Discosura langsdorffi langsdorffi (rabo-de-espinho) NE - Estado ICMBio EN
- Glaucis dohrnii (balança-rabo-canela) EN IUCN - Estado ICMBio EN
- Lophornis gouldii (topetinho-do-brasil-central) VU IUCN - Estado ICMBio VU
- Phaethornis aethopygus (rabo-branco-de-garganta-escura) NT IUCN - Estado ICMBio VU
- Phaethornis bourcieri major (rabo-branco-de-bico-reto) NE - Estado ICMBio VU
- Phaethornis margarettae (rabo-branco-de-margarette) LC IUCN - Estado ICMBio EN
- Phaethornis margarettae camargoi (rabo-branco-de-margarette) (NR) - Estado ICMBio CR
- Thalurania watertonii (beija-flor-de-costas-violetas) EN IUCN - Estado ICMBio EN

### OrdemTrogoniformes(surucuás)
Família Trogonidae
- Trogon collaris eytoni (surucuá-de-coleira) NE - Estado ICMBio EN

### OrdemCoraciiformes
Família Momotidae (udus e juruvas)
- Momotus momota marcgraviana (udu-de-coroa-azul-do-nordeste) NE - Estado ICMBio EN

### OrdemGalbuliformes(choras-chuva)
Família Bucconidae
- Monasa morphoeus morphoeus (chora-chuva-de-cara-branca) NE - Estado ICMBio EN

### OrdemPiciformes(tucanos, araçaris e pica-paus)
Família Capitonidae

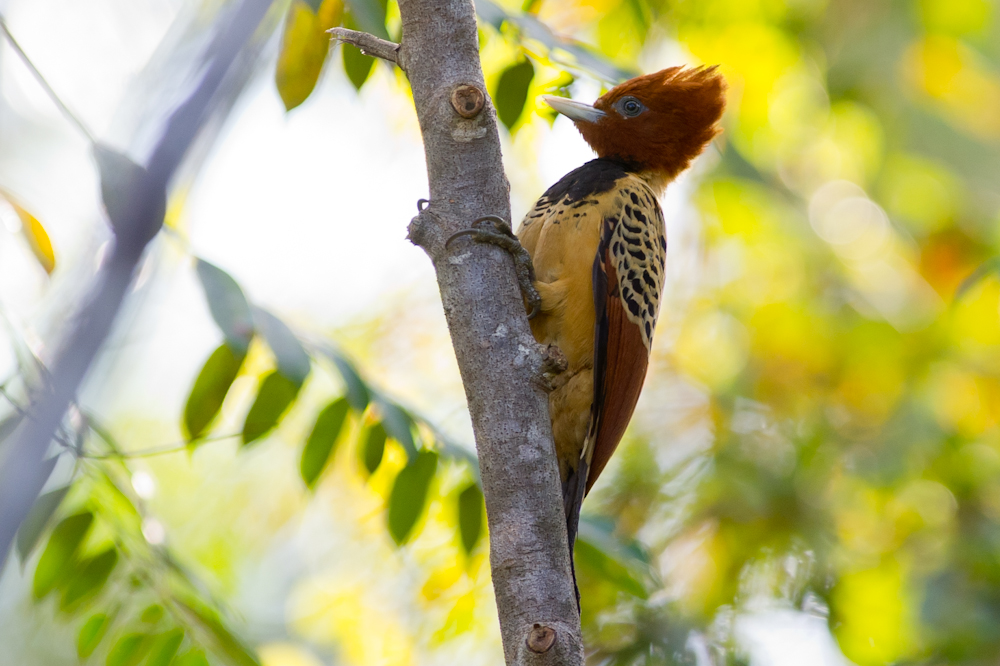
O pica-pau-do-parnaíba (Celeus obrieni) é um pica-pau endêmico do Piauí.

- Capito dayi (capitão-de-cinta) VU IUCN - Estado ICMBio VU

Família Ramphastidae (tucanos, saripocas e araçaris)
- Pteroglossus bitorquatus bitorquatus (araçari-de-percoço-vermelho) EN IUCN - Estado ICMBio VU
- Selenidera gouldii baturitensis (saripoca-de-gould) LC IUCN - Estado ICMBio EN

Família Picidae (pica-paus)
- Celeus flavus subflavus (pica-pau-amarelo) NE - Estado ICMBio CR
- Celeus obrieni (pica-pau-do-parnaíba) EN IUCN - Estado ICMBio VU
- Celeus torquatus pieteroyensi (pica-pau-de-coleira) (NR) - Estado ICMBio EN
- Celeus torquatus tinnunculus (pica-pau-de-coleira) VU IUCN - Estado ICMBio VU
- Dryocopus galeatus (pica-pau-de-cara-canela) VU IUCN - Estado ICMBio EN
- Piculus polyzonus (pica-pau-dourado-escuro-do-sudeste) NE - Estado ICMBio EN
- Piculus paraensis (pica-pau-dourado-de-belém) NE - Estado ICMBio EN
- Picumnus varzeae (pica-pau-anão-da-várzea) EN IUCN - Estado ICMBio EN

### OrdemPsittaciformes(araras, papagaios, periquitos, tiribas, maitacas)
Família Psittacidae

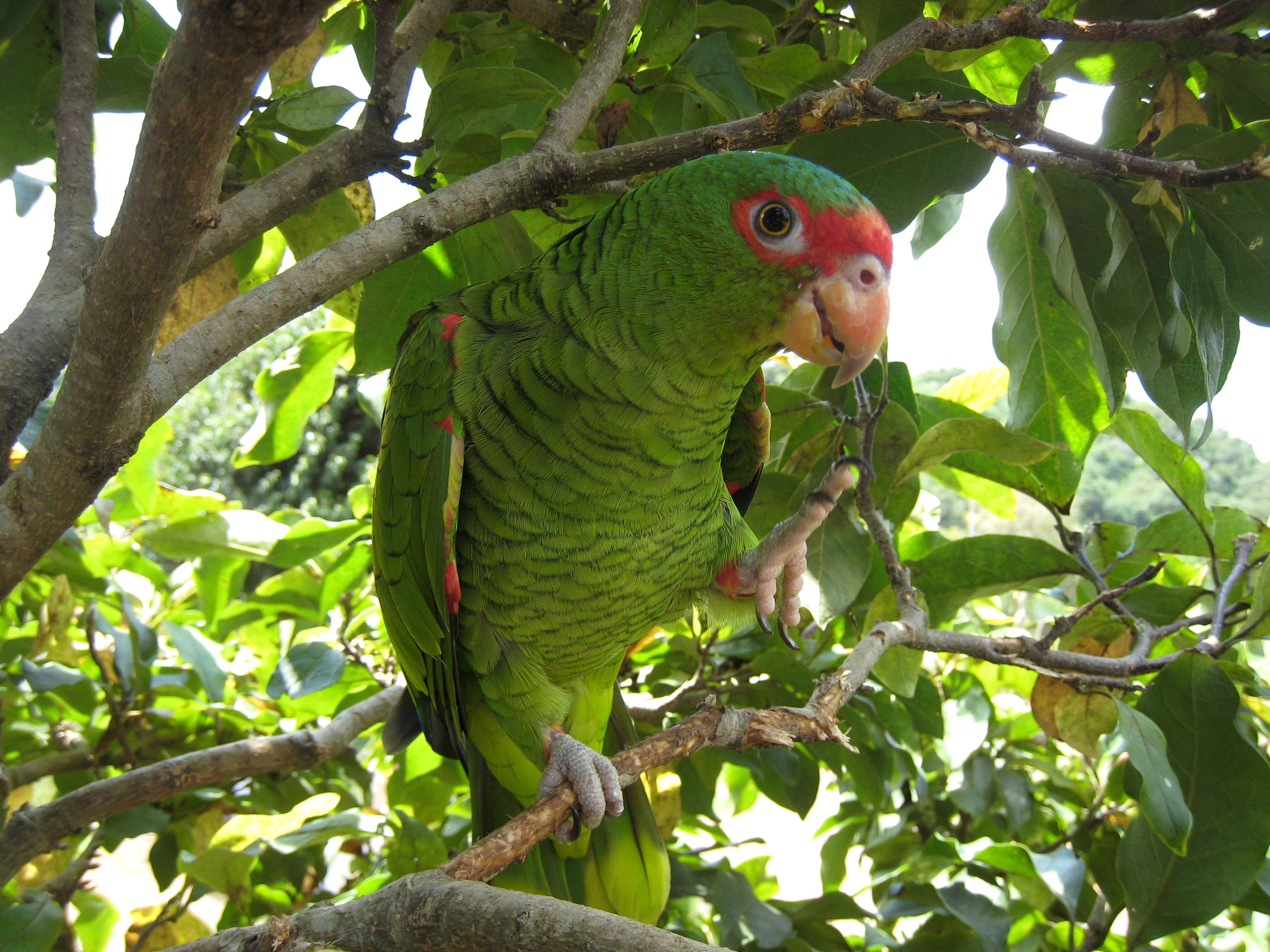
O papagaio-charão (Amazona pretrei) é uma espécie ameaçada do Sul do Brasil.

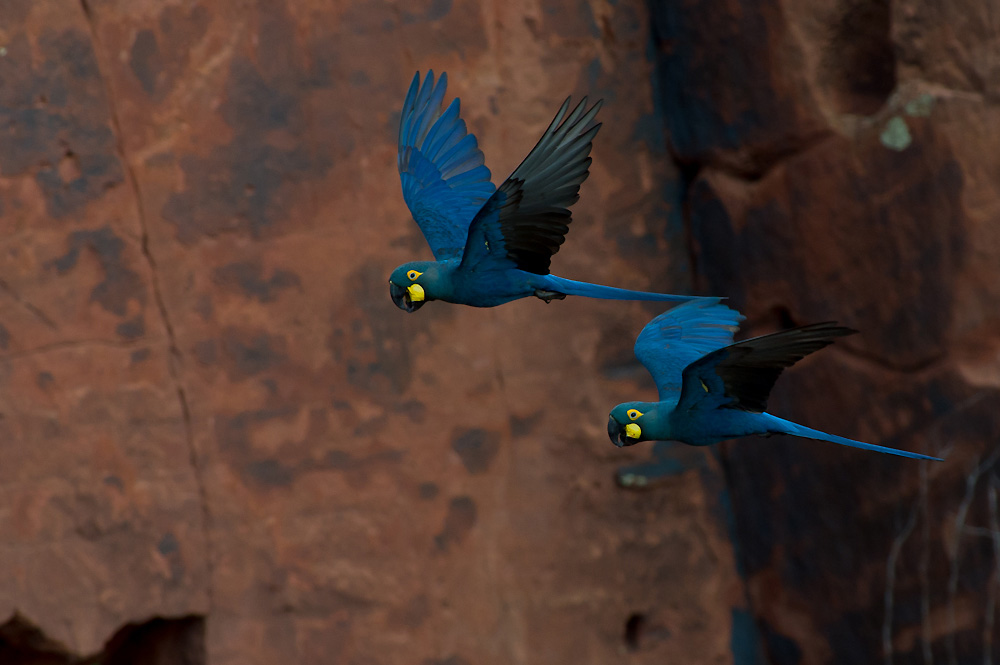
A arara-azul-de-lear (Anodorhynchus leari) é uma arara em perigo da Caatinga.

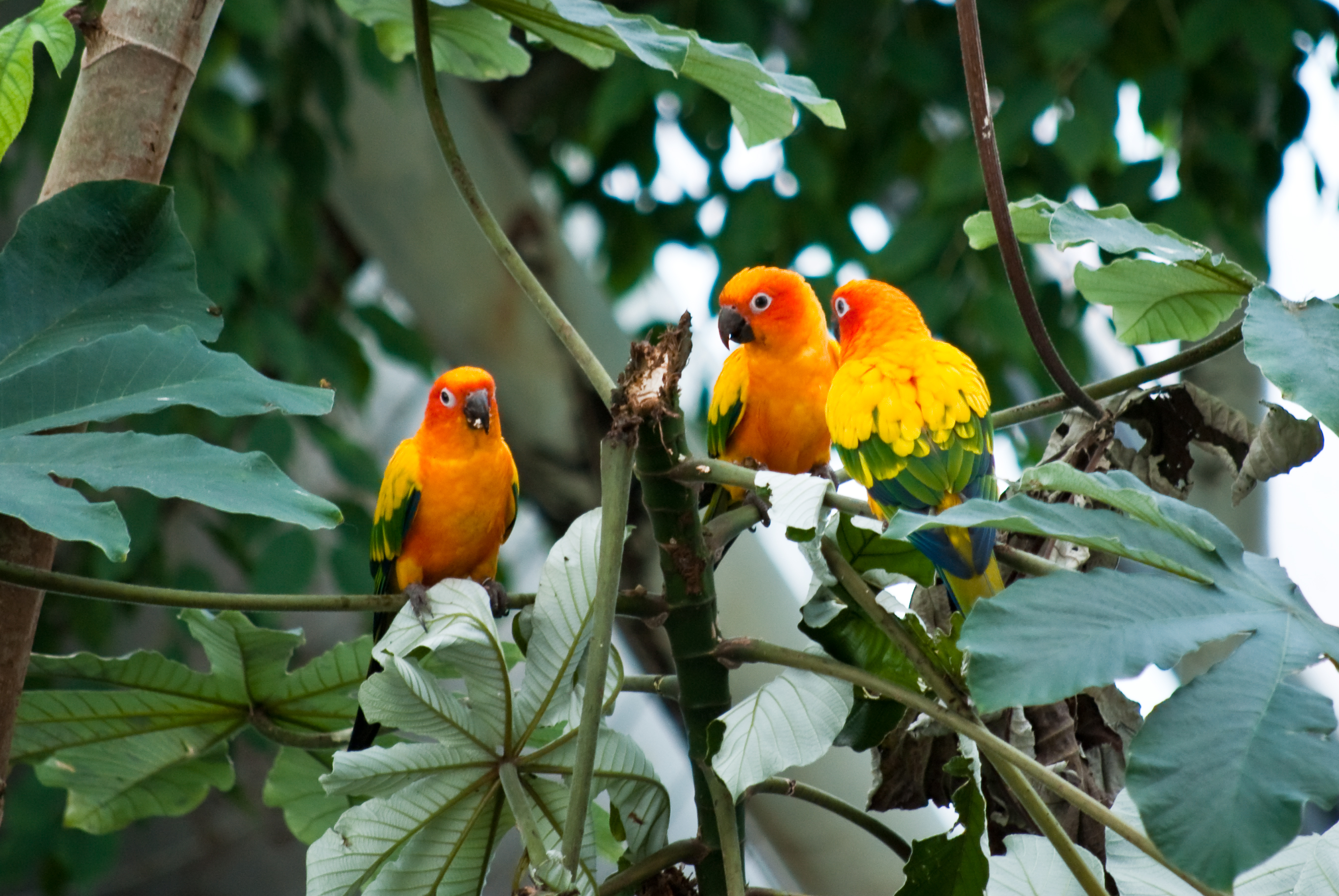
A jandaia-amarela (Aratinga solstitialis) é uma espéce em perigo.

- Amazona pretrei (papagaio-charão) VU IUCN - Estado ICMBio VU
- Amazona rhodocorytha (chauá) EN IUCN - Estado ICMBio VU
- Amazona vinacea (papagaio-do-peito-roxo) EN IUCN - Estado ICMBio VU
- Anodorhynchus leari (arara-azul-de-lear) EN IUCN - Estado ICMBio EN
- Anodorhynchus glaucus (arara-azul-pequena) CR IUCN - Estado ICMBio EX
- Aratinga solstitialis (jandaia-amarela) EN IUCN - Estado ICMBio EN
- Cyanopsitta spixii (ararinha-azul) CR IUCN - Estado ICMBio CR(PExW)
- Guaruba guarouba (ararajuba) VU IUCN - Estado ICMBio VU
- Pionus reichenowi (maiataca-de-barriga-azul) LC IUCN - Estado ICMBio VU
- Pyrilia vulturina (curica-urubu) VU IUCN - Estado ICMBio VU
- Pyrrhura cruentata (tiriba-grande) VU IUCN - Estado ICMBio VU
- Pyrrhura lepida (tiriba-pérola) VU IUCN - Estado ICMBio VU
- Pyrrhura lepida lepida (tiriba-pérola) VU IUCN - Estado ICMBio VU
- Pyrrhura griseipectus (tiriba-de-peito-cinza) CR IUCN - Estado ICMBio EN
- Pyrrhura leucotis (tiriba-de-orelha-branca) NT IUCN - Estado ICMBio VU
- Pyrrhura pfrimeri (tiriba-de-pfrimeri) EN IUCN - Estado ICMBio EN
- Touit melanonotus (apuim-de-costas-pretas) EN IUCN - Estado ICMBio VU
- Touit surdus (apuim-de-cauda-amarela) VU IUCN - Estado ICMBio VU

### OrdemPasseriformes(pássaros)

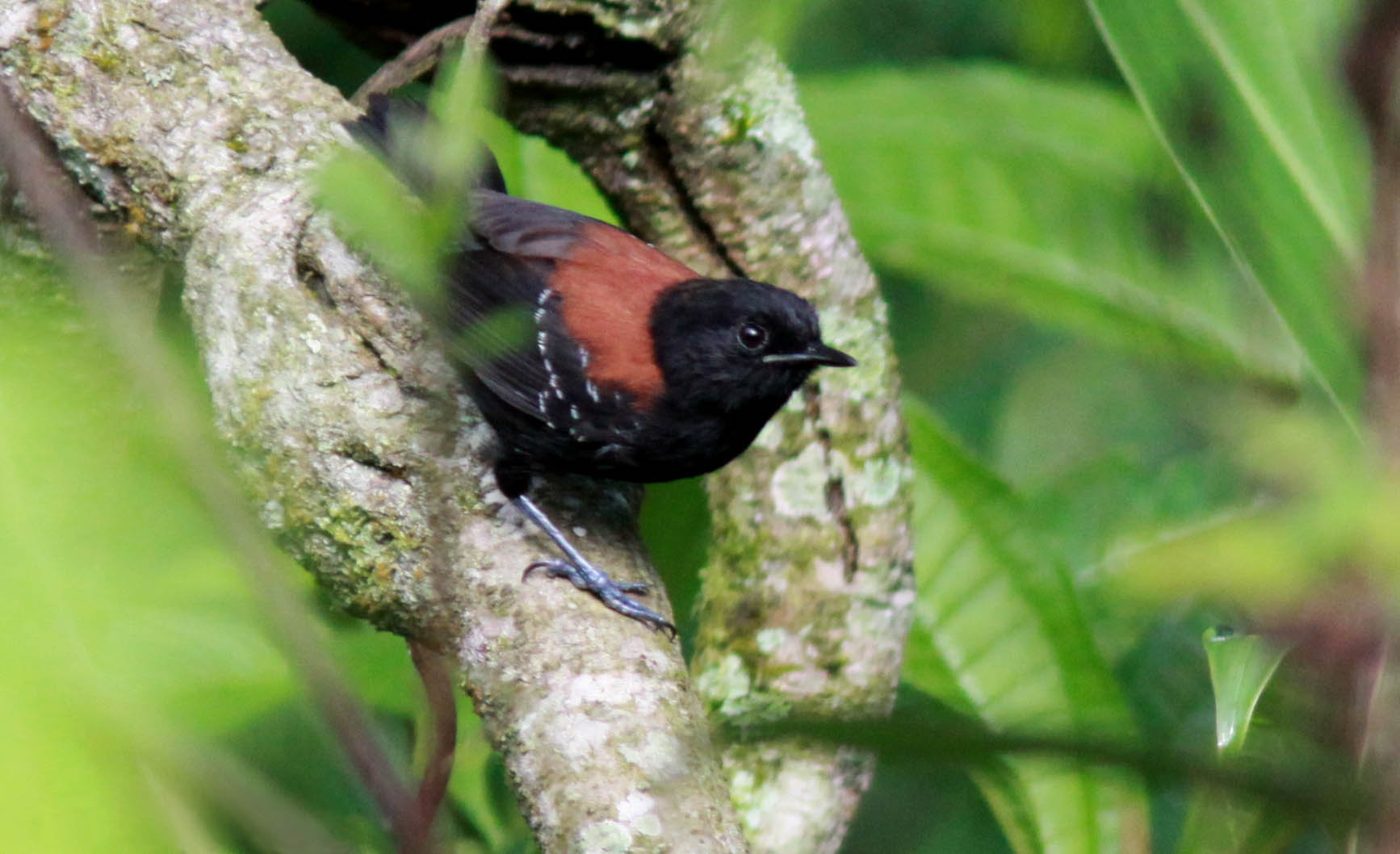
O formigueiro-de-cabeça-negra (Formicivora erythronotos) é uma espécie criticamente em perigo do Rio de Janeiro.

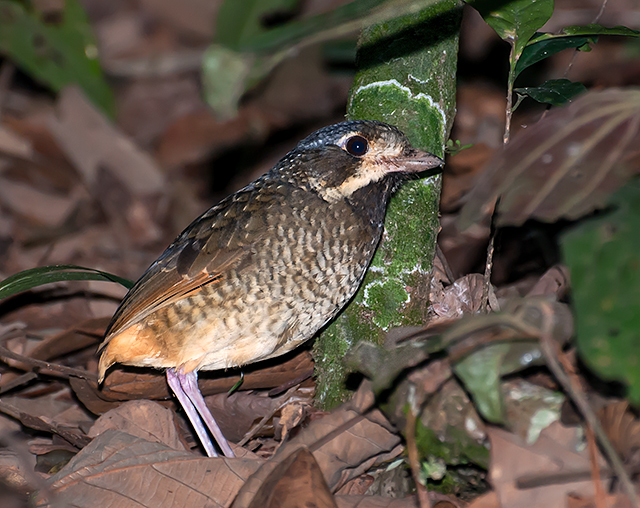
O tovacuçu (Grallaria varia) é uma espécie vulnerável.

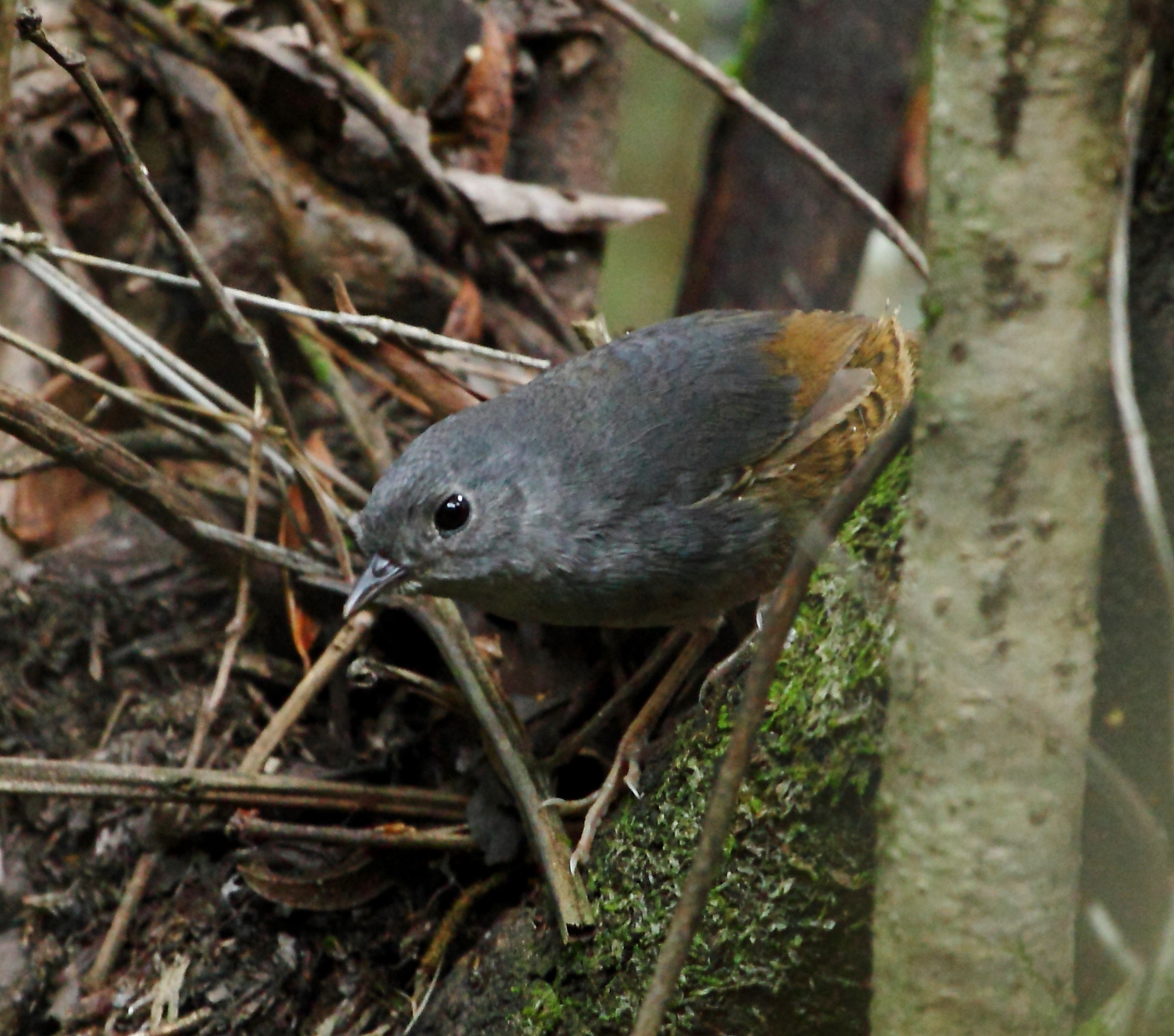
O tapaculo-de-brasília (Scytalopus novacapitalis) é uma espécie em perigo.

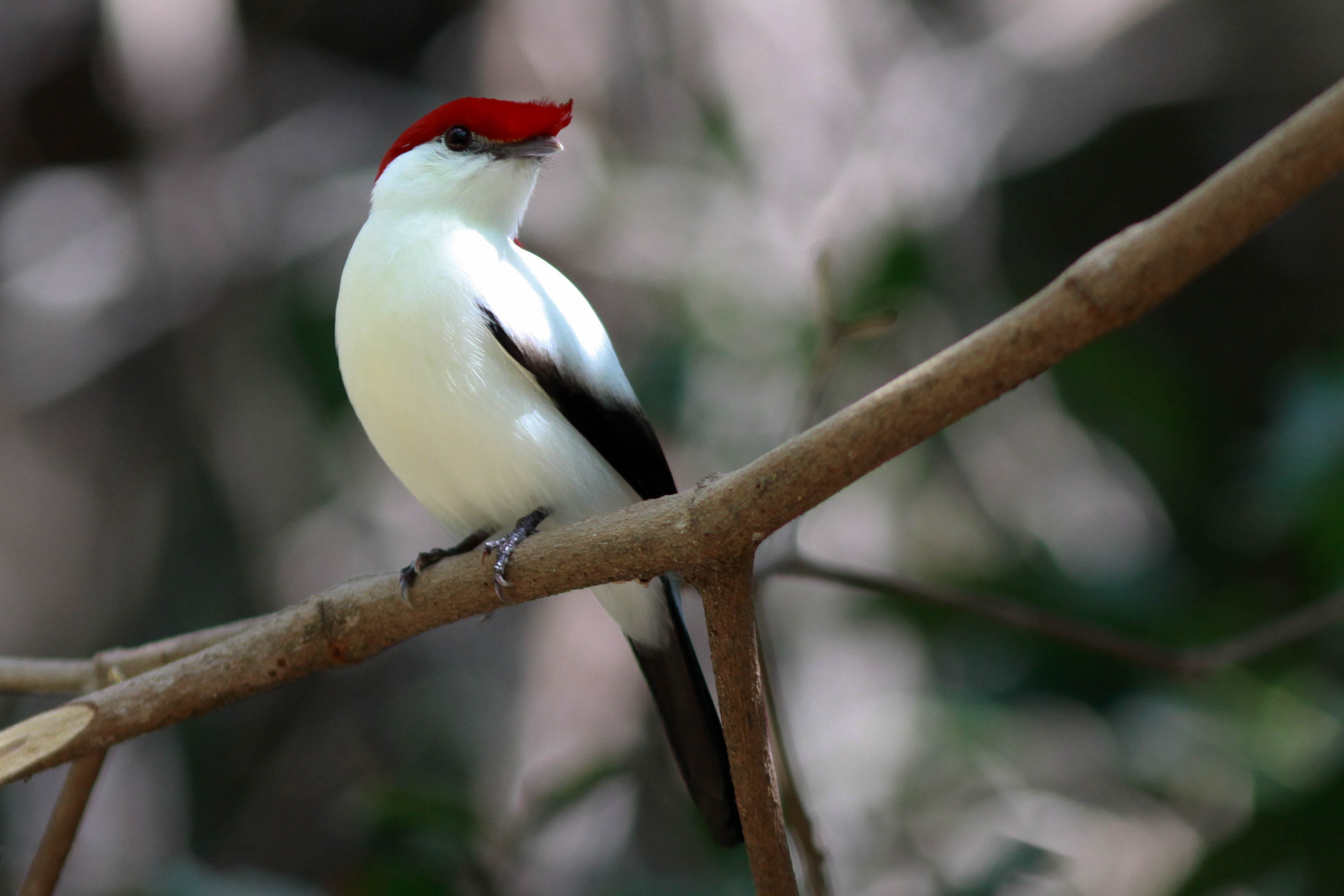
O soldadinho-do-araripe (Antilophia bokermanni) é uma espécie endêmica da Chapada do Araripe.

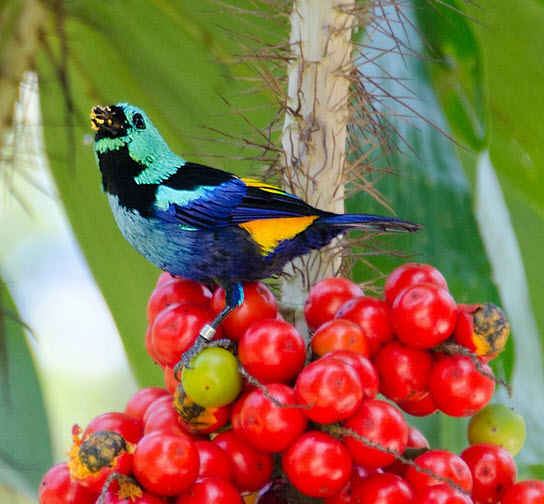
O pintor-verdadeiro (Tangara fastuosa) é uma espécie vulnerável de Pernambuco.

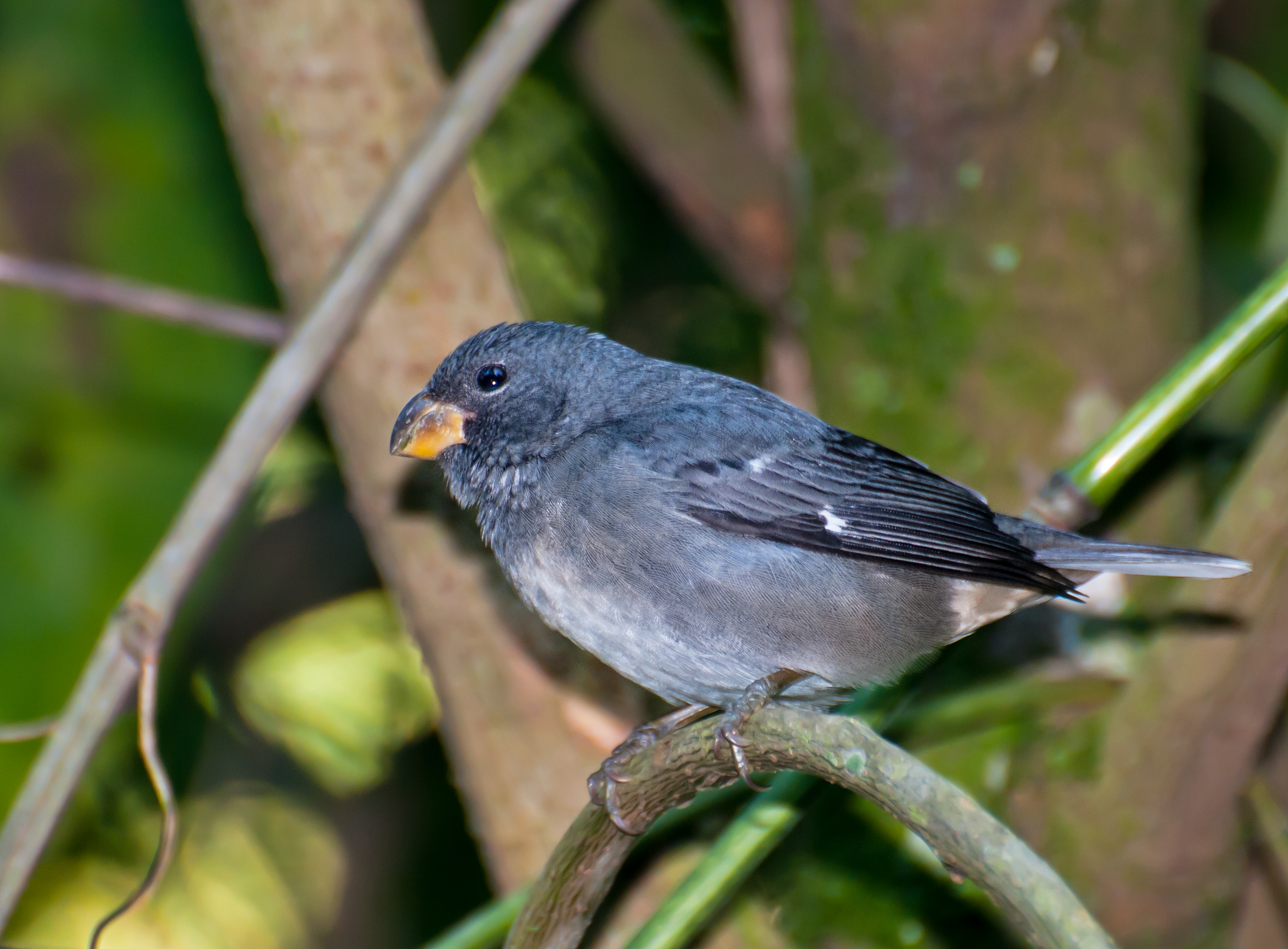
A cigarra-verdadeira (Sporophila falcirostris) é uma espécie vulnerável.

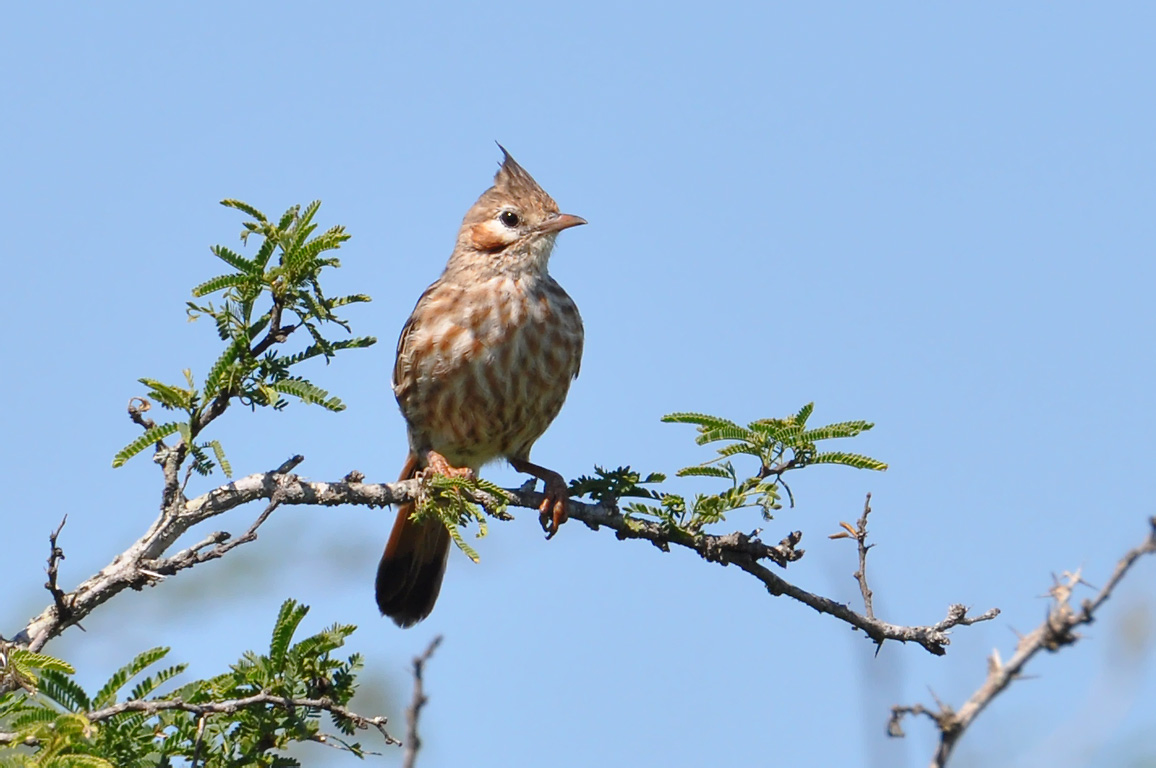
O corredor-crestudo (Coryphistera alaudina) é uma espécie criticamente em perigo.

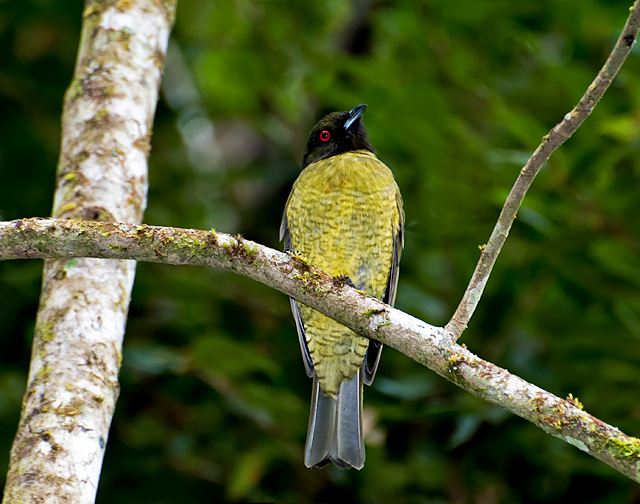
O sabiá-pimenta (Carpornis melanocephala) é uma espécie vulnerável.

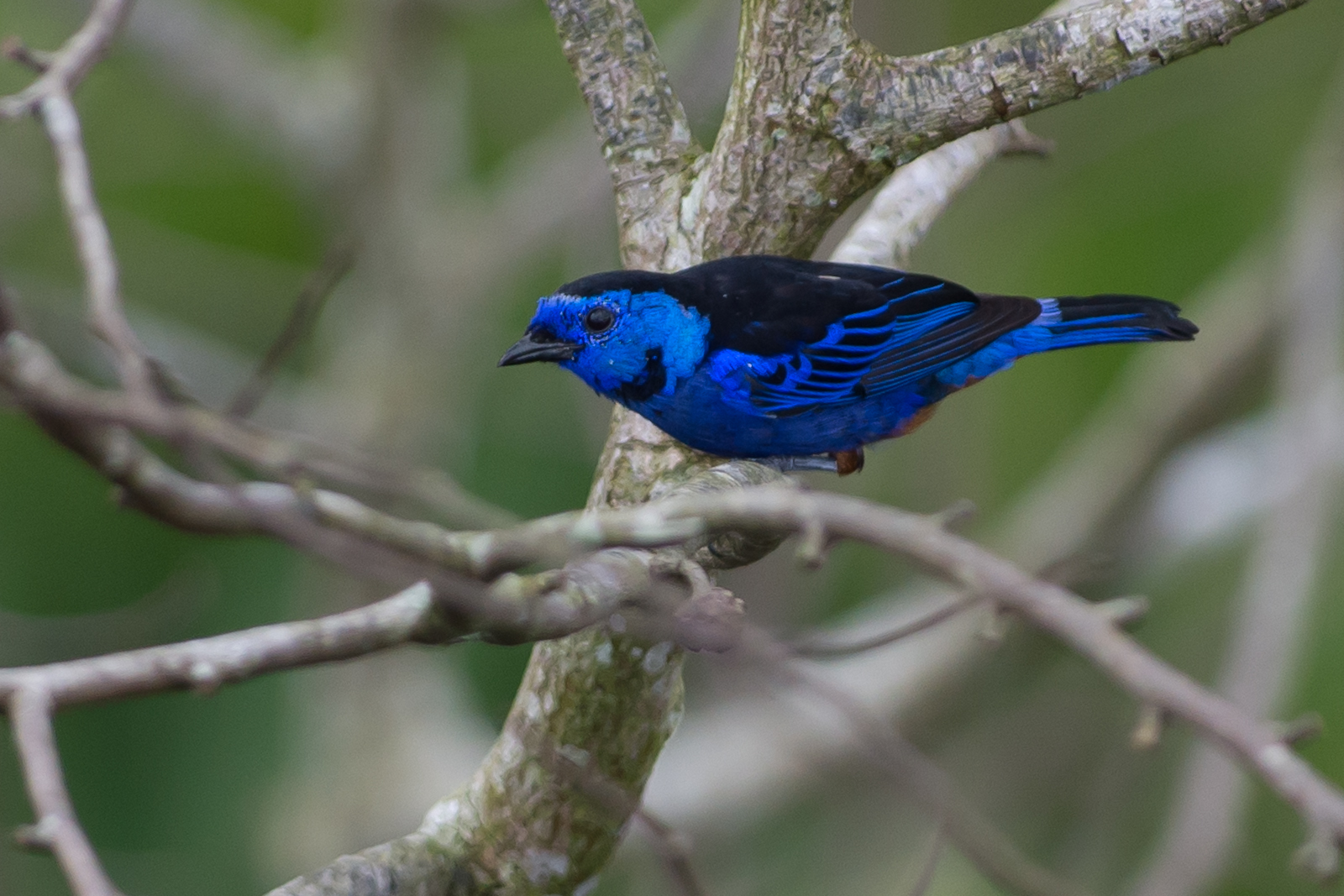
A saíra-diamante (Tangara velia signata) é uma espécie vulnerável.

Família Thamnophilidae (choquinhas, formigueiros, bicudinhos, chorós)
- Cercomacra ferdinandi (chororó-de-goiás) VU IUCN - Estado ICMBio VU
- Dysithamnus plumbeus (choquinha-chumbo) VU IUCN - Estado ICMBio EN
- Formicivora erythronotos (formigueiro-de-cabeça-negra) EN IUCN - Estado ICMBio CR
- Formicivora grantsaui (papa-formiga-do-sincorá) NT IUCN - Estado ICMBio EN
- Formicivora littoralis (formigueiro-do-litoral) EN IUCN - Estado ICMBio EN
- Formicivora paludicola (bicudinho-do-brejo-paulista) NE - Estado ICMBio CR
- Herpsilochmus pileatus (chorózinho-de-boné) VU IUCN - Estado ICMBio VU
- Hypocnemis ochrogyna (cantador-ocráceo) LC IUCN - Estado ICMBio VU
- Myrmoderus ruficaudus (formigueiro-de-cauda-ruiva) NE - Estado ICMBio EN
- Myrmotherula fluminensis (choquinha-fluminense) CR IUCN - Estado ICMBio CR(PEx)
- Myrmotherula klagesi (choquinha-do-tapajós) NT IUCN - Estado ICMBio VU
- Myrmotherula minor (choquinha-pequena) VU IUCN - Estado ICMBio VU
- Myrmotherula snowi (choquinha-de-alagoas) CR IUCN - Estado ICMBio CR
- Myrmotherula urosticta (choquinha-de-rabo-cinza) VU IUCN - Estado ICMBio VU
- Phlegopsis nigromaculata confinis (mãe-de-taoca) NE - Estado ICMBio VU
- Phlegopsis nigromaculata paraensis (mãe-de-taoca) NE - Estado ICMBio VU
- Pyriglena pernambucensis (papa-taoca) NE - Estado ICMBio VU
- Pyriglena atra (papa-taoca-da-bahia) EN - Estado ICMBio EN
- Rhegmatorhina gymnops (mãe-de-taoca-de-cara-branca) VU - Estado ICMBio VU
- Rhopornis ardesiacus (gravatazeiro) EN IUCN - Estado ICMBio EN
- Stymphalornis acutirostris (bicudinho-do-brejo) EN IUCN - Estado ICMBio EN
- Terenura sicki (zidedê-do-nordeste) EN IUCN - Estado ICMBio CR
- Thamnomanes caesius caesius (ipecuá) NE - Estado ICMBio VU
- Thamnophilus aethiops (choca-lisa) LC IUCN - Estado ICMBio EN
- Thamnophilus caerulescens cearensis (choca-da-mata) NE - Estado ICMBio VU
- Thamnophilus caerulescens pernambucensis (choca-da-mata) NE - Estado ICMBio VU
- Thamnophilus nigrocinereus (choca-preta-e-cinza) NT IUCN - Estado ICMBio EN

Família Conopophagidae (chupas-dentes e cuspidores)
- Conopophaga lineata cearae (chupa-dente) NE - Estado ICMBio EN
- Conopophaga lineata lineata (chupa-dente) LC IUCN - Estado ICMBio VU
- Conopophaga melanops nigrifrons (cuspidor-de-máscara-preta) NE - Estado ICMBio VU

Família Grallariidae
- Grallaria varia distincta (tovacuçu) NE - Estado ICMBio VU
- Grallaria varia intercedens (tovacuçu) NE - Estado ICMBio VU
- Hylopezus paraensis (torom-do-pará) NE - Estado ICMBio VU

Família Rhinocryptidae (macuquinhos)
- Eleoscytalopus psychopompus (macuquinho-baiano) EN IUCN - Estado ICMBio EN
- Merulaxis stresemanni (entufado-baiano) CR IUCN - Estado ICMBio CR
- Scytalopus diamantinensis (tapaculo-da-chapada-diamantina) NT IUCN - Estado ICMBio CR
- Scytalopus gonzagai (macuquinho-preto-baiano) NE - Estado ICMBio EN
- Scytalopus iraiensis (macuquinho-da-várzea) EN IUCN - Estado ICMBio EN
- Scytalopus novacapitalis (tapaculo-de-brasília) NT IUCN - Estado ICMBio EN

Família Formicariidae
- Chamaeza nobilis (tovada-estriada) LC IUCN - Estado ICMBio VU

Família Scleruridae (viras-folha)
- Geositta poeciloptera (andarilho) VU IUCN - Estado ICMBio EN
- Sclerurus macconnelli bahiae (vira-folha-de-peito-vermelho) NE - Estado ICMBio VU
- Sclerurus caudacutus caligineus (vira-folha-pardo) NE - Estado ICMBio CR
- Sclerurus caudacutus umbretta (vira-folha-pardo) NE - Estado ICMBio CR

Família Dendrocolaptidae (arapaçus)
- Campylorhamphus cardosoi (arapaçu-do-tapajós) NE - Estado ICMBio VU
- Campylorhamphus multostriatus (arapaçu-de-bico-curvo-do-xingu) NE - Estado ICMBio VU
- Campylorhamphus trochilirostris trochilirostris (arapaçu-beija-flor) NE - Estado ICMBio EN
- Dendrexetastes rufigula paraensis (arapaçu-canela-de-belém) NE - Estado ICMBio EN
- Dendrocincla taunayi (arapaçu-pardo) NE - Estado ICMBio EN
- Dendrocincla merula badia (arapaçu-da-taoca) NE - Estado ICMBio VU
- Dendrocolaptes retentus (arapaçu-barrado-do-xingu) NE - Estado ICMBio VU
- Dendrocolaptes medius (arapaçu-barrado-do-leste) NE - Estado ICMBio VU
- Dendrocolaptes picumnus transfasciatus (arapaçu-meio-barrado) NE - Estado ICMBio VU
- Hylexetastes brigidai (arapaçu-de-loro-cinza) VU IUCN - Estado ICMBio VU
- Lepidocolaptes wagleri (arapaçu-de-wagler) NE - Estado ICMBio EN
- Xiphocolaptes carajaensis (arapaçu-de-carajás) NE - Estado ICMBio VU
- Xiphocolaptes falcirostris (arapaçu-do-nordeste) VU IUCN - Estado ICMBio VU
- Xiphorhynchus atlanticus (arapaçu-rajado-do-nordeste) NE - Estado ICMBio VU

Família Xenopidae
- Xenops minutus alagoanus (bico-virado-miúdo) NE - Estado ICMBio VU
- Xiphorhynchus guttatus gracilirostris (arapaçu-de-garganta-amarela) NE - Estado ICMBio EN

Família Furnariidae (joão-de-barro)
- Acrobatornis fonsecai (acrobata) VU IUCN - Estado ICMBio VU
- Asthenes hudsoni (joão-platino) NT IUCN - Estado ICMBio VU
- Automolus lammi (barranqueiro-do-nordeste) VU IUCN - Estado ICMBio EN
- Cichlocolaptes mazarbarnetti (gritador-do-nordeste) (NR) - Estado ICMBio EX
- Coryphistera alaudina (corredor-crestudo) LC IUCN - Estado ICMBio CR
- Cranioleuca muelleri (joão-escamoso) EN IUCN - Estado ICMBio VU
- Cinclodes espinhacensis (pedreiro-do-espinhaço) NE - Estado ICMBio EN
- Leptasthenura platensis (rabudinho) LC IUCN - Estado ICMBio CR
- Philydor novaesi (limpa-folha-do-nordeste) CR IUCN - Estado ICMBio EX
- Pseudoseisura lophotes (coperete) LC IUCN - Estado ICMBio VU
- Synallaxis infuscata (tatac) EN IUCN - Estado ICMBio EN
- Synallaxis kollari (joão-de-barba-grisalho) CR IUCN - Estado ICMBio EN
- Thripophaga macroura (rabo-amarelo) VU IUCN - Estado ICMBio VU

Família Pipridae (uirapurus, tangarás, soldadinhos e fruxus)
- Antilophia bokermanni (soldadinho-do-araripe) CR IUCN - Estado ICMBio CR
- Lepidothrix vilasboasi (dançador-de-coroa-dourada) VU IUCN - Estado ICMBio VU
- Lepidothrix iris (cabeça-de-prata) VU IUCN - Estado ICMBio EN
- Lepidothrix iris iris (cabeça-de-prata) VU IUCN - Estado ICMBio EN
- Neopelma aurifrons (fruxu-baiano) VU IUCN - Estado ICMBio EN

Família Tityridae (caneleiros, flautins e anambezinhos)
- Iodopleura pipra (anambezinho) NT IUCN - Estado ICMBio EN
- Iodopleura pipra leucopygia (anambezinho) NE - Estado ICMBio CR
- Iodopleura pipra pipra (anambezinho) NT IUCN - Estado ICMBio EN
- Schiffornis turdina intermedia (flautim-marrom) NE - Estado ICMBio VU

Família Cotingidae (arapongas, galo-da-serra e anambés)
- Carpornis melanocephala (sabiá-pimenta) VU IUCN - Estado ICMBio VU
- Cotinga maculata (crejoá) EN IUCN - Estado ICMBio CR
- Procnias albus wallacei (araponga-da-amazônia) NE - Estado ICMBio VU
- Tijuca condita (saudade-de-asa-cinza) VU IUCN - Estado ICMBio VU
- Xipholena atropurpurea (anambé-de-asa-branca) EN IUCN - Estado ICMBio VU

Família Pipritidae (caneleirinhos)
- Piprites chloris grisescens (papinho-amarelo) NE - Estado ICMBio VU

Família Platyrinchidae (tietês)
- Calyptura cristata (tietê-de-coroa) CR IUCN - Estado ICMBio CR(PEx)

Família Rhynchocyclidae
- Hemitriccus furcatus (papa-moscas-estrela) VU IUCN - Estado ICMBio VU
- Hemitriccus griseipectus naumburgae (maria-de-barriga-branca) NE - Estado ICMBio VU
- Hemitriccus kaempferi (maria-catarinense) EN IUCN - Estado ICMBio VU
- Hemitriccus mirandae (maria-do-nordeste) VU IUCN - Estado ICMBio VU
- Phylloscartes beckeri (borboletinha-baiana) EN IUCN - Estado ICMBio EN
- Phylloscartes ceciliae (cara-pintada) EN IUCN - Estado ICMBio CR

Família Tyrannidae
- Alectrurus tricolor (galito) VU IUCN - Estado ICMBio VU
- Attila spadiceus uropygiatus (capitão-de-saíra-amarelo) NE - Estado ICMBio VU
- Elaenia ridleyana (cocoruta) VU IUCN - Estado ICMBio VU
- Platyrinchus mystaceus niveigularis (patinho-do-nordeste) NE - Estado ICMBio VU
- Serpophaga hypoleuca pallida (alegrinho-do-rio) NE - Estado ICMBio VU
- Stigmatura napensis napensis (papa-mosca-do-sertão) NE - Estado ICMBio VU
- Xolmis dominicanus (noivinha-de-rabo-preto) VU IUCN - Estado ICMBio VU

Família Vireonidae (juruviaras e vite-vites)
- Hylophilus ochraceiceps rubrifrons (vite-vite-uirapuru) NE - Estado ICMBio VU
- Vireo gracilirostris (juruviara-de-noronha) NT IUCN - Estado ICMBio VU

Família Corvidae (gralhas)
- Cyanocorax hafferi (cancão-da-campina) NE - Estado ICMBio VU

Família Turdidae (sabiás)
- Cichlopsis leucogenys (sabiá-castanho) LC IUCN - Estado ICMBio EN

Família Motacillidae (caminheiros)
- Anthus nattereri (caminheiro-grande) VU IUCN - Estado ICMBio VU

Família Passerelidae (tico-ticos)
- Arremonops conirostris (tico-tico-cantor) LC IUCN - Estado ICMBio VU

Família Icteridae (pássaros-pretos)
- Curaeus forbesi (anumará) EN IUCN - Estado ICMBio VU
- Sturnella defilippii (peito-vermelho-grande) VU IUCN - Estado ICMBio EX
- Xanthopsar flavus (veste-amarela) VU IUCN - Estado ICMBio VU

Família Thraupidae (saíras, caboclinhos e tiês)
- Conothraupis mesoleuca (tiê-bicudo) CR IUCN - Estado ICMBio EN
- Coryphaspiza melanotis (tico-tico-de-máscara-negra) VU IUCN - Estado ICMBio EN
- Gubernatrix cristata (cardeal-amarelo) EN IUCN - Estado ICMBio CR
- Nemosia rourei (saíra-apunhalada) CR IUCN - Estado ICMBio CR
- Sporophila beltoni (patativa-tropeira) NE - Estado ICMBio VU
- Sporophila falcirostris (cigarra-verdadeira) VU IUCN - Estado ICMBio VU
- Sporophila frontalis (pixoxó) VU IUCN - Estado ICMBio VU
- Sporophila hypoxantha (caboclinho-de-barriga-vermelha) LC IUCN - Estado ICMBio VU
- Sporophila maximiliani (bicudo-verdadeiro) VU IUCN - Estado ICMBio CR
- Sporophila melanogaster (caboclinho-de-barriga-preta) NT IUCN - Estado ICMBio VU
- Sporophila nigrorufa (caboclinho-do-sertão) VU IUCN - Estado ICMBio VU
- Sporophila palustris (caboclinho-de-papo-branco) EN IUCN - Estado ICMBio VU
- Sporophila ruficollis (caboclinho-de-papo-escuro) NT IUCN - Estado ICMBio VU
- Tangara peruviana (saíra-sapucaia) VU IUCN - Estado ICMBio VU
- Tangara cyanocephala cearensis (saíra-militar) NE - Estado ICMBio VU
- Tangara fastuosa (pintor-verdadeiro) VU IUCN - Estado ICMBio VU
- Tangara velia signata (saíra-diamante) NE - Estado ICMBio VU

Família Cardinalidae (cardeais)
- Caryothraustes canadensis frontalis (furriel) NE - Estado ICMBio EN

Família Fringillidae (pintassilgos)
- Sporagra yarrellii (pintassilgo-do-nordeste) VU IUCN - Estado ICMBio VU